# Пйотр Міхал Мйончинський

Герб Сухекомнати.

Пйотр Міхал Мйончиньський (пол. Piotr Michał Miączyński; 1695–1776) — польський шляхтич, державний, політичний і військовий діяч Речі Посполитої. Представник шляхетського роду Мьончинських гербу Сухекомнати. Граф Священної Римської імперії.

## Біографія
Молодший син Атаназія Валентія Мьончинського та його дружини Гелени Лушковської, брат Антонія Мьончинського.
Від батька отримав 14 червня 1711 року староство Каменопольське, холмський каштелян (14 серпня 1725–1735), чернігівський воєвода (8 липня 1737–1776), сенатор. Староста кшепіцький (з 12 листопада 1711), рокитницький (з 1730), маковецький (з 1738). Більшість староств передав синам, до смерті затримав староство Каменопольське.
У серпні 1720 р. був послом на сейм від Волинського воєводства; в 1720 р. — капітан драгунів. У 1722 р. посол на сейм від Брацлавського воєводства. В 1725 р., правдоподібно, брав участь у Люблінському трибуналі. Ротмістр гусарської корогви (з 19 травня 1728 р.). 1741 р. виступав проти спроб великого коронного гетьмана Юзефа Потоцького створити конфедерацію проти королівського двору. 1750 р. був прихильником Потоцьких. 1753 р. підписувався як полковник королівських військ.
10 травня 1774 року нагороджений Орденом Святого Станіслава й Орденом Білого Орла (з серпня 1740). 7 травня 1764 року підписав маніфест, що визнавав незаконним конвокаційний сейм, що проходив за присутності російських військ. Під тиском Н. Рєпніна (погрожував пограбувати маєтки, в тому числі Мацеїв військом) став брати участь у Радомській конфедерації.

### Маєтності
Резиденція — замок у Мацеєві (пол. Maciejów; містечко у Волинському воєводстві, центр маєтностей). Часто перебував у власному палаці в Любліні.
Відомий багатством. Був власником багатьох земельних посілостей, які купив головно в Любельському та Волинському воєводствах. З найважливіших комплексів земських Завєпшице Любельське та Люборадзь. У 1730 році було закінчено будівництво костелу в Киянах (парафія Завєпшице).
Був власником Зарваниці (нині Теребовлянський район, Тернопільська область); добре ставився до її мешканців; надав кошти на будівництво та оформлення інтер'єру, підтримував матеріяльно церкву Пресвятої Трійці в містечку (був її найбільшим меценатом).
Для збагачення використовував посадові можливості, відданих йому людей. Активно торгував (збіжжя, вино з Угорщини), через що часто мав конфлікти з сусідами. В 1725—1726 роках польний коронний гетьман Станіслав Матеуш Жевуський закидав йому привласнення теренів, що належали Любомльському староству. Багато років мав судову суперечку з братом Антонієм — каштеляном підляським — через поділ спадку батька (в 1755 році справа розглядалася в Любельському трибналі).

### Родина
1724 року одружився із Антоніною Жевуською гербу Кривда, дочкою підляського каштеляна Адама Жевуського (?—бл. 1730; вдова Зигмунта Блешинського, генерал-майора військ коронних і саських, писаря польного коронного)
- Юзеф — дідич Завєпшиць, генерал-майор військ коронних, староста маковецький, рокитницький, каменопольський, ленчицький
- Анеля — дружина хорунжого великого литовського Героніма Радзивілла; князя Максиміліяна Воронецького — старости звенигородського і рожнівського
- Петронеля — дружина Онуфрія Сплавського, старости тарговицького
- Анна Констанція — візитка[джерело?] в Любліні.

Вважається засновником волинської гілки роду Мьончинських.
З другою дружиною Маріанною Вежбовською (пол. Marianna Wierzbowska) — старостянкою шадковською, вдовою волинського каштеляна Адама Ледуховського — дітей не мав.